# Setobaudinia calvitia
Setobaudinia calvitia är en snäckart som beskrevs av Alan Solem 1985. Setobaudinia calvitia ingår i släktet Setobaudinia och familjen Camaenidae. Inga underarter finns listade i Catalogue of Life.